# Festival des 3 Continents 2010
Le Festival des 3 Continents 2010, 32e édition du festival, s'est déroulé du 23 novembre 2010 au 30 novembre 2010.

## Jury
- Joana Preiss : actrice française
- Sébastien Chesneau :
- Alain Guiraudie : réalisateur français
- Jacques Loiseleux : directeur de la photographie français
- Erez Pery : réalisateur israélien

## Sélection

### En compétition[1]
| Titre                                      | Réalisation                            | Pays                             |
| ------------------------------------------ | -------------------------------------- | -------------------------------- |
| Santiago 73, post mortem (Post mortem)     | Pablo Larraín                          | Chili                            |
| Jean Gentil                                | Laura Amelia Guzman et Israel Cardenas | Mexique - République dominicaine |
| L’Étreinte du fleuve (Los abrazos del río) | Nicolás Rincón Gille                   | Colombie                         |
| Le Fossé                                   | Wang Bing                              | Hong Kong                        |
| The High Life                              | Zhao Dayong                            | Chine - Hong Kong                |
| Cuchillo de palo (108)                     | Renate Costa Perdomo                   | Paraguay                         |
| Gesher                                     | Vahid Vakilifar                        | Iran                             |
| Novena                                     | Enrique Collar                         | Paraguay                         |
| The Fourth Portrait                        | Chung Mong-hong                        | Taïwan                           |

### Autres programmations[2]
- Intégrale Djibril Diop Mambéty
- Hommage à Ali Khamraev
- Panorama du cinéma indépendant chinois
- Politique au cinéma
- Panorama des films d'étude du Sapir College and Television School de Sderot

## Palmarès[3]
- Montgolfière d'or : L’Étreinte du fleuve (Los abrazos del río) de Nicolás Rincón Gille
- Montgolfière d'argent : Cuchillo de palo (108) de Renate Costa Perdomo
- Prix du Jury Jeune : Cuchillo de palo (108) de Renate Costa Perdomo
- Prix du public : The Fourth Portrait de Chung Mong-hong